# Jasmin Ramadan

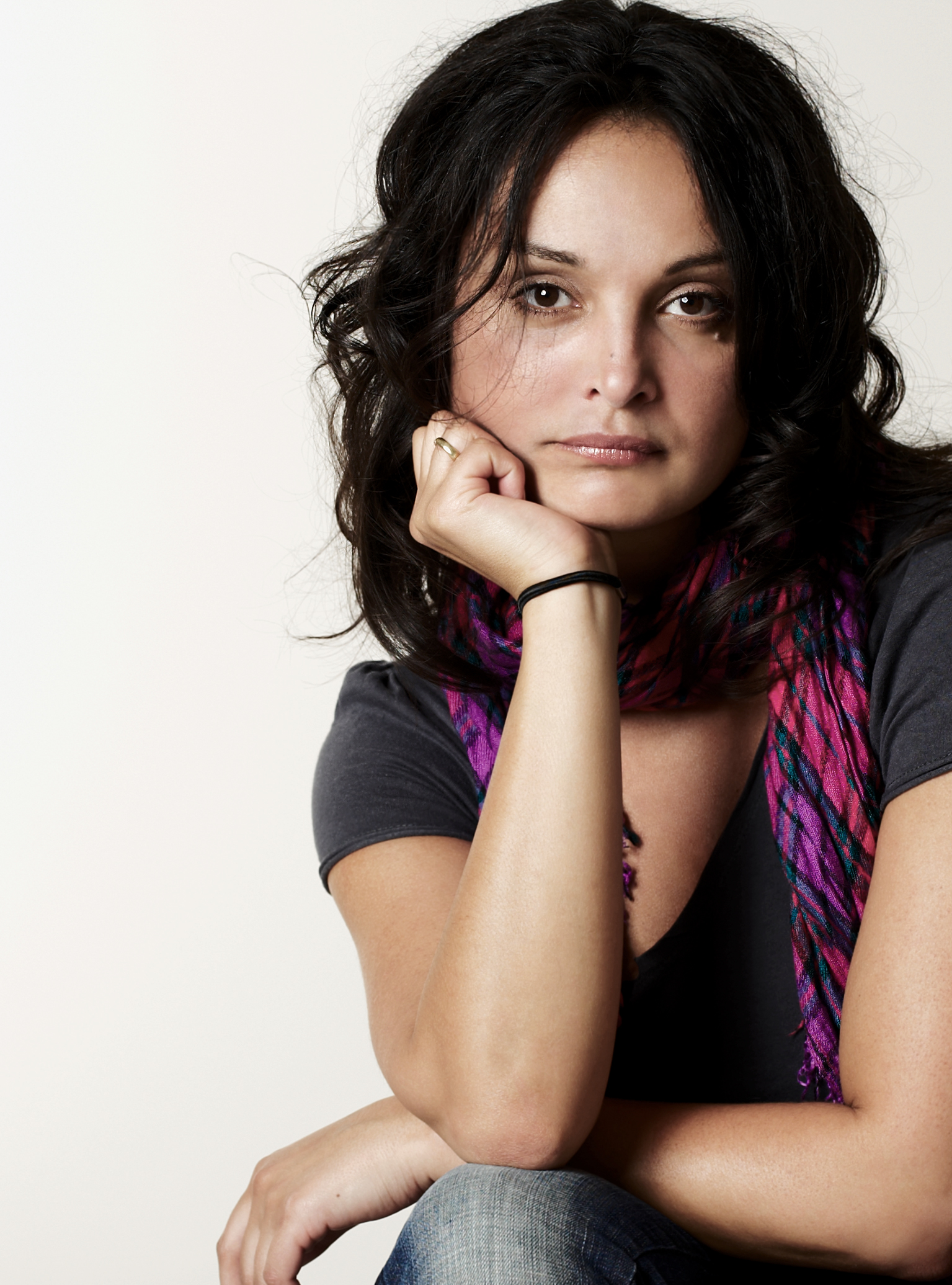
Jasmin Ramadan, 2009

Jasmin Ramadan (* 18. Februar 1974 in Hamburg) ist eine deutsche Schriftstellerin.

## Leben und Werk
Jasmin Ramadan, Tochter eines Ägypters und einer Deutschen, legte am Hamburger Emilie-Wüstenfeld-Gymnasium das Abitur ab und studierte an der Universität Hamburg bis 2004 Germanistik und Philosophie. Bereits während ihres Studiums wurde sie im Jahr 2000 freie Mitarbeiterin des Norddeutschen Rundfunks.
Literarisch arbeitet sie auf den Gebieten des Romans und der Kurzgeschichte. Ihre Texte veröffentlichte Ramadan zum Teil auch auf ihrer Homepage. Das Hamburger Abendblatt veröffentlichte 2009 ihren Text Murks.
2006 erhielt Ramadan als Nachwuchsautorin den Förderpreis für Literatur der Hamburger Kulturbehörde für den Beginn ihres Romans Ein Pinguin auf der Antenne. Die Jury lobte: „Es sind die Figuren, die Jasmin Ramadans Romananfang so warm und lebendig machen, und die Liebe und das Vergnügen der Autorin, mit ihnen zu spielen.“ Der Roman wurde 2012 unter dem Titel Das Schwein unter Fischen veröffentlicht.
2009 erschien Ramadans erste eigenständige Buchveröffentlichung Soul Kitchen bei Blumenbar. Als literarische Vorgeschichte zu Fatih Akıns Filmkomödie Soul Kitchen (2009) erhielt der Roman einige Aufmerksamkeit. Auch eine von Philipp Baltus gesprochene Hörbuchfassung ist erschienen.
2010 wurde eine Kurzgeschichte von Jasmin Ramadan für die Reihe „Literatur-Quickie“ ausgewählt. Der unhöfliche Selbstmörder war 2010 ihre zweite eigenständige Buchpublikation.
2013 verbrachte Jasmin Ramadan auf Einladung des Goethe Institutes fünf Wochen in Brasilien als Stadtschreiberin in Porto Alegre und Rio de Janeiro.
Seit Januar 2018 schreibt sie für die taz die Kolumne „Einfach gesagt“.
2020 liest sie auf Einladung von Philipp Tingler beim Ingeborg-Bachmann-Preis 2020.
Jasmin Ramadan lebt in Hamburg.

## Werke
- Soul Kitchen. Der Geschichte erster Teil – das Buch vor dem Film. Roman. Blumenbar, Berlin 2010, ISBN 978-3-936738-64-3; DuMont Köln 2010, ISBN 978-3-8321-6132-3.
- Der unhöfliche Selbstmörder. Short Story, Literatur-Quickie. Probsthayn & Gerlach, Hamburg 2010, ISBN 978-3-942212-01-4.
- Das Schwein unter den Fischen. Roman. Tropen, Stuttgart 2012, ISBN 978-3-608-50120-9; DuMont, Köln 2013, ISBN 978-3-8321-6231-3.
- Kapitalismus und Hautkrankheiten. Roman. Tropen, Stuttgart 2014, ISBN 978-3-608-50121-6.
- Hotel Jasmin. Roman. Tropen, Stuttgart 2016, ISBN 978-3-608-50142-1.
- Auf Wiedersehen. Roman. Weissbooks, Berlin 2023, ISBN 978-3-86337-202-6.

## Einzelbelege
1. ↑  Jasmin Ramadan - Hamburger Abendblatt. In: abendblatt.de. 8. August 2009, abgerufen am 23. Mai 2020.
2. ↑  Benjamin Wellenkamp schreibt: "Murks". In: Hamburger Abendblatt. 8. August 2009.
3. ↑  JASMIN RAMADAN. In: www.literaturpreise-hamburg.de. Archiviert vom Original am 9. März 2016; abgerufen am 9. März 2016.
4. ↑  Maike Schiller: Diese Frau macht Akins "Soul Kitchen" schmackhaft - Hamburger Abendblatt. In: abendblatt.de. 17. September 2009, abgerufen am 23. Mai 2020.
5. ↑  Frank Keil: Nach dem Lesen an den Tresen - WELT. In: welt.de. 13. September 2009, abgerufen am 23. Mai 2020.
6. ↑  Katja Engler: Wunderbare Kurzgeschichten für die Hosentasche - WELT. In: welt.de. 15. Januar 2010, abgerufen am 23. Mai 2020.
7. ↑  Sarah Kugler: Dauerausschlag und Schuppenflechte Jasmin Ramadan liest im Viktoriagarten - Kultur - PNN. In: pnn.de. 7. Mai 2014, abgerufen am 23. Mai 2020.
8. ↑  Birgit Friebel: Jasmin Ramadan. In: pirilamponews.blogspot.com. 25. Juni 2014, abgerufen am 23. Mai 2020.
9. ↑  Artikel mit ‘Jasmin Ramadan’ - taz.de. In: taz.de. Abgerufen am 23. Mai 2020.
10. ↑  https://bachmannpreis.orf.at/stories/3047133/

| Personendaten    | Personendaten             |
| ---------------- | ------------------------- |
| NAME             | Ramadan, Jasmin           |
| KURZBESCHREIBUNG | deutsche Schriftstellerin |
| GEBURTSDATUM     | 18. Februar 1974          |
| GEBURTSORT       | Hamburg                   |